# Netty Baldeh
Netty Baldeh ist ein gambischer Politiker.

## Leben
| Parlamentswahl | Stimmen | Stimmanteil     |
| -------------- | ------- | --------------- |
| 1997           | 4.950   | 56,12 %         |
| 2002           | n/a     | ohne Konkurrenz |
| 2007           | 3.647   | 67,24 %         |
| 2012           | n/a     | ohne Konkurrenz |

Netty Baldeh trat bei der Wahl zum Parlament 1997 als Kandidat der Alliance for Patriotic Reorientation and Construction (APRC) im Wahlkreis Tumana in der Basse Administrative Area an. Mit 56,12 % konnte er den Wahlkreis vor Mbemba M. Tambedou (UDP) für sich gewinnen. Zu den Wahlen zum Parlament 2002 trat er erneut im selben Wahlkreis an. Da es von der Opposition keinen Gegenkandidaten gab, konnte er den Wahlkreis für sich gewinnen. Bei den Wahlen zum Parlament 2007 trat er erneut im selben Wahlkreis an. Mit 67,24 % konnte er den Wahlkreis vor Alfusainey Jawara (UDP) verteidigen. 2012 trat Baldeh erneut an, bei den Wahlen zum Parlament 2012 gab es von der Opposition wieder keinen Gegenkandidaten, so konnte er den Wahlkreis erneut für sich gewinnen. 
Im September 2015 wurde er von der westafrikanischen Gruppe (West Africa Caucus) der Organisation Afrikanischer, Karibischer und Pazifischer Staaten (AKP) zum Präsidenten der parlamentarischen Versammlung und zum Co-Präsidenten der Gemeinsamen parlamentarischen Versammlung der AKP-Gruppe und der EU (ACP–EU Joint Parliamentary Assembly) für den Zeitraum November 2015 bis November 2017 gewählt.
Nachdem Yahya Jammeh die Präsidentschaftswahl Ende 2016 verloren hatte, stürzte die ehemalige Regierungspartei APRC in einer Krise. Im Februar 2017 wurde eine Initiative gebildet um die Partei zu festigen. Im sogenannten Komitee war auch Netty Baldeh neben dem Mehrheitsführer im Parlament Fabakary Tombong Jatta, und die beiden Parlamentarier Abdoulie Suku Singhateh und Musa Amul Nyassi. Bei den Wahlen zum Parlament 2017 trat Baldeh nicht erneut an.
Nach einem Pressebericht, beabsichtigte Baldeh im Juli 2017 die APRC zu verlassen und sich der United Democratic Party (UDP) anzuschließen.

## Ehrungen
- 2010: Order of the Republic of The Gambia (Officer)[4]
- 2016 – July 22nd Revolution Award[5]